# Marzahna
Marzahna ist ein Ortsteil der Stadt Treuenbrietzen im Landkreis Potsdam-Mittelmark in Brandenburg.

## Geografie
Marzahna liegt im Fläming, einem eiszeitlich gebildeten Höhenzug. Der Kernbereich von Treuenbrietzen liegt 12 km entfernt nordöstlich. Die Grenze zum Landkreis Wittenberg in Sachsen-Anhalt verläuft etwa 3 km entfernt südwestlich.

## Geschichte
Die Dorfkirche Marzahna, eine Feldsteinkirche, wurde in der ersten Hälfte des 13. Jahrhunderts erbaut. 1608 goss Urban Schober eine Glocke für die Marzahnaer Kirche.
Marzahna gehörte bis 1952 zum Landkreis Wittenberg in der preußischen Provinz Sachsen (ab 1947 Land Sachsen-Anhalt). Durch die Verwaltungsreform 1952 wurde die Gemeinde dem Kreis Jüterbog im Bezirk Potsdam zugeordnet (ab 1990 Land Brandenburg). Seit der Kreisreform in Brandenburg 1993 gehört die Gemeinde zum damals neu gebildeten Landkreis Potsdam-Mittelmark. Durch die Gemeindegebietsreform im Jahr 2003 wurde Marzahna in die Stadt Treuenbrietzen eingemeindet.
Am 1. Juli 1950 wurde die bis dahin eigenständige Gemeinde Schmögelsdorf eingegliedert.

## Sehenswürdigkeiten

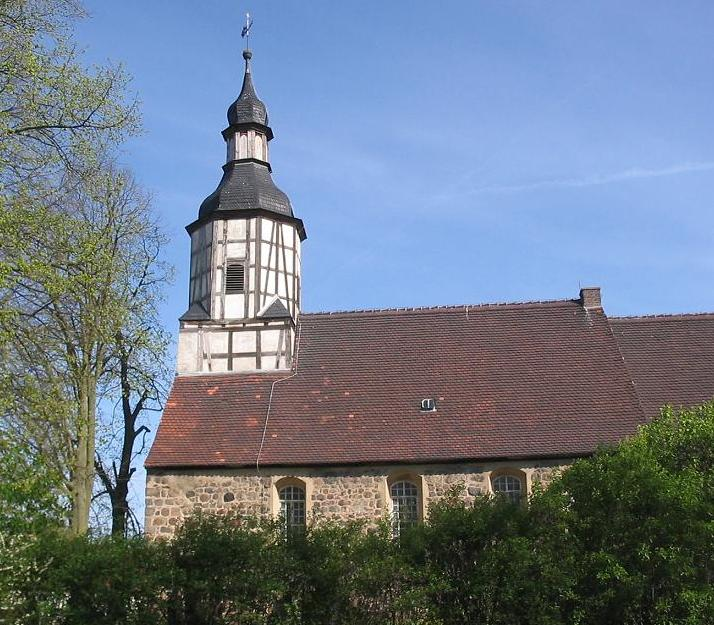
Dorfkirche

- Evangelische Dorfkirche[3] mit Höhenmarke des Ur-Nivellement in der Westwand

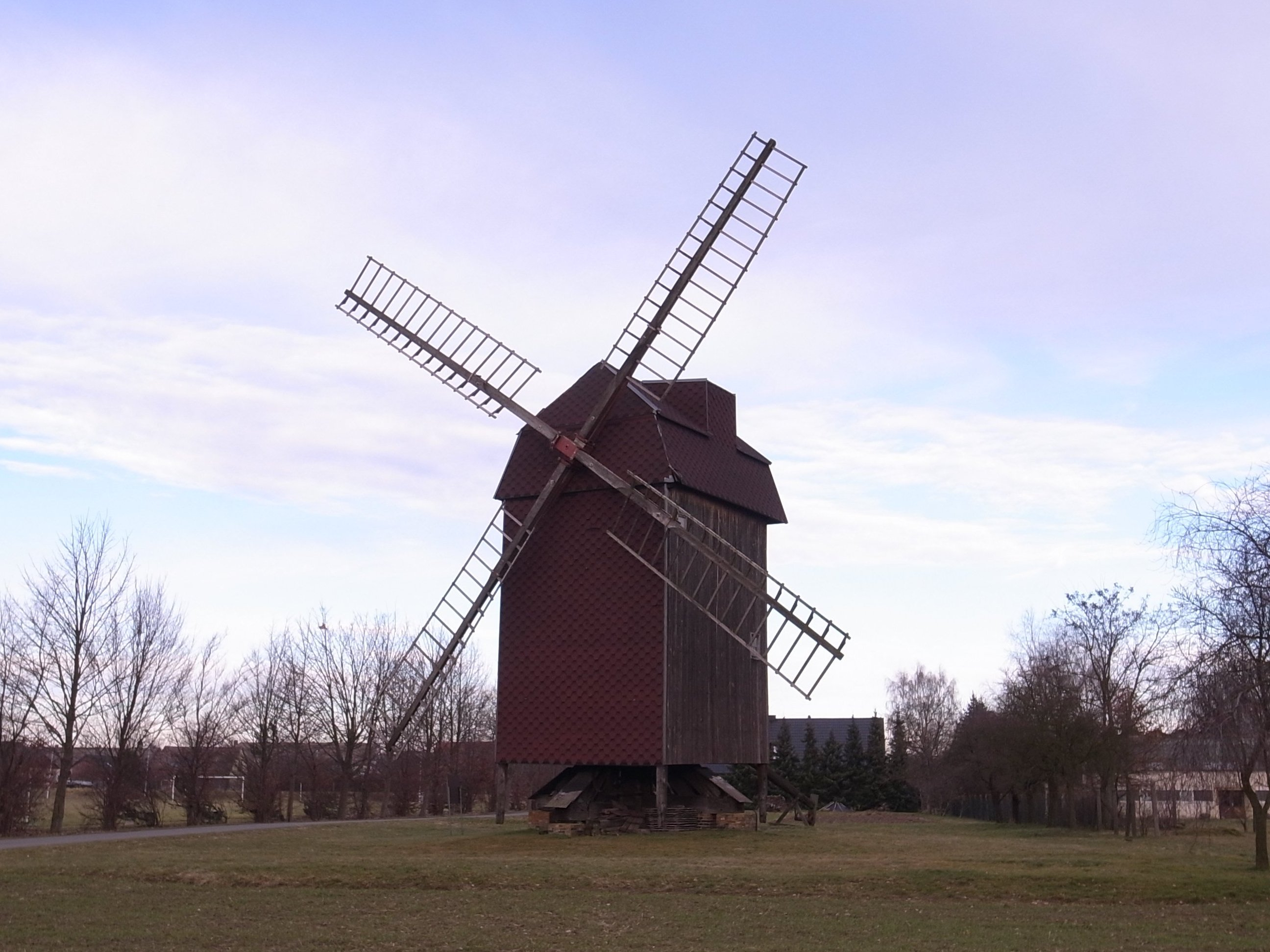
Bockwindmühle

- Bockwindmühle am Südrand des Dorfes
- Lenin-Gedenkstein (Schulweg 2)
- Hügelgräberfeld

## Wirtschaft und Infrastruktur

### Unternehmen
Die Fröling Heizkessel- und Behälterbau besitzt ein Produktionswerk in Marzahna.

### Verkehr
Marzahna liegt an der Bundesstraße B 2, die von Potsdam über Beelitz und Lutherstadt Wittenberg nach Leipzig führt. Die nächstgelegene Autobahnanschlussstelle ist Niemegk an der A 9 Berlin–München in etwa 15 km Entfernung.

## Persönlichkeiten
- August Müller (1711–1789), evangelischer Theologe, Pfarrer in Marzahna
- Lothar Höhne (* 1938), Radrennfahrer, in Marzahna geboren